# Mirali Sharipov
Mirali Sharipov (30 de octubre de 1987) es un deportista uzbeko que compitió en judo. Ganó dos medallas de bronce en el Campeonato Asiático de Judo en los años 2008 y 2016.

## Palmarés internacional
| Campeonato Asiático | Campeonato Asiático  | Campeonato Asiático | Campeonato Asiático |
| Año                 | Lugar                | Medalla             | Categoría           |
| ------------------- | -------------------- | ------------------- | ------------------- |
| 2008                | Jeju (Corea del Sur) | Medalla de bronce   | –66 kg              |
| 2016                | Taskent (Uzbekistán) | Medalla de bronce   | –73 kg              |